# Kastl (bei Kemnath)
Kastl (bei Kemnath) este o comună din districtul Tirschenreuth, regiunea administrativă Palatinatul Superior, landul Bavaria, Germania. 